# 친밀한 타인들
《친밀한 타인들》(Intimate Strangers, Confidences Trop Intimes)은 프랑스에서 제작된 파트리스 르꽁트 감독의 2004년 멜로/로맨스 영화이다. 파브리스 루치니 등이 주연으로 출연하였고 알랭 사르드 등이 제작에 참여하였다.

## 출연

### 주연
- 파브리스 루치니
- 상드린 보네르

### 조연
- 미첼 듀차우소이
- 안느 브로쉐
- 질베르트 멜키
- 로렌트 가멜론

## 기타
- 미술: 이반 머시온
- 의상: 상드린 커너
- 배역: Catherine Deserbais